# Wilhelm Cremer (Architekt)

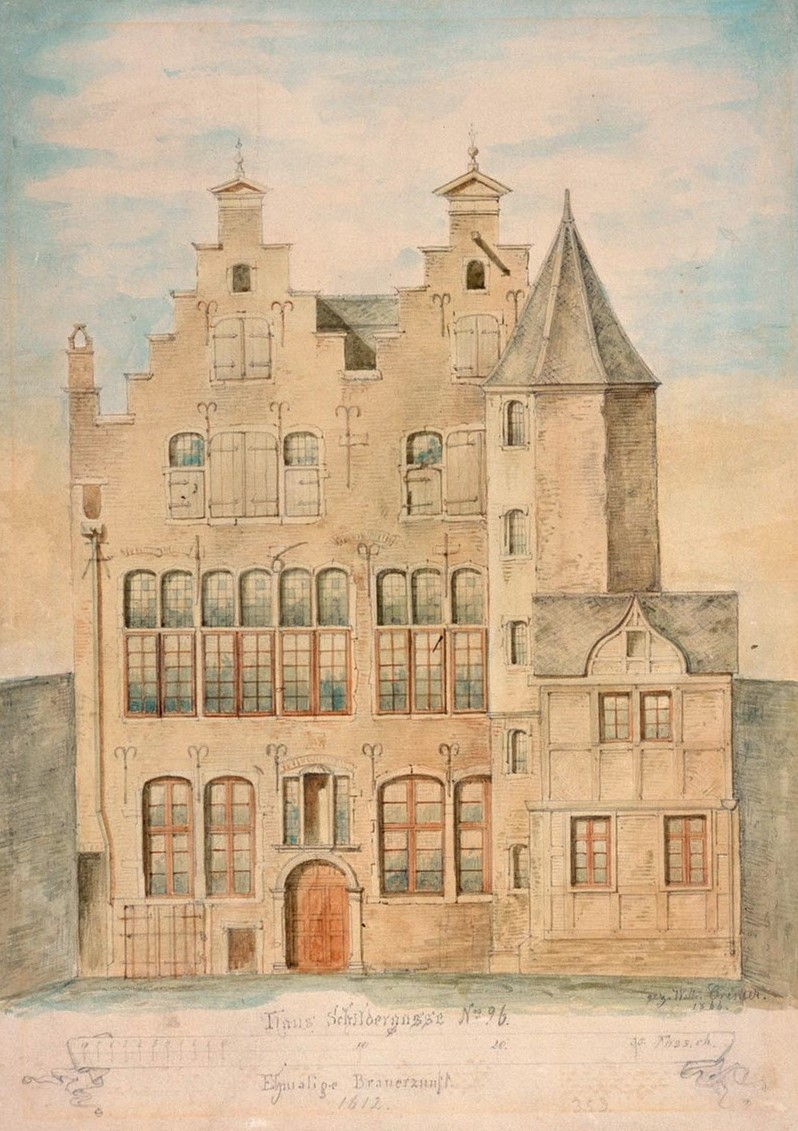
Köln – Zunfthaus der Brauer (1866)

Wilhelm Albert Cremer (* 15. November 1845 in Köln; † 28. März 1919 in Berlin) war ein deutscher Architekt.

## Leben
Wilhelm Cremer war der Sohn des Schneiders Johann Cremer und der Anna Sibilla geborene Rodenkirchen. Nach der Gewerbeschule in Köln bildete ihn der Kölner Stadtbaumeister Julius Raschdorff von 1862 bis 1867 als Mitarbeiter in seinem Büro aus. Während dieser Zeit entstand 1866 seine kolorierte Bleistiftzeichnung des Kölner Zunfthauses der Brauer in der Schildergasse 96. 1867 legte er die Maurermeisterprüfung ab, eine Voraussetzung für sein von 1868 bis 1875 dauerndes Studium an der Berliner Bauakademie. Parallel dazu studierte er privat bei August Orth.
Nach Abschluss des Studiums arbeitete er als Privatarchitekt und als Lehrer an der Unterrichtsanstalt des Berliner Kunstgewerbemuseums, die ihn 1885 zum Professor ernannte. An der Schule machte er 1878 die Bekanntschaft des dort ebenfalls als Lehrer wirkenden Richard Wolffenstein, mit dem er 1882 den zweiten Preis beim Wettbewerb  für den Reichstag gewann. Im gleichen Jahr gründeten sie das gemeinsame Architekturbüro Cremer & Wolffenstein. Gemeinsam bauten sie eine große Zahl Geschäftshäuser, gehobene Wohnhäuser und Synagogen, aber auch den Hochbahnhof Nollendorfplatz im Berliner Stadtteil Schöneberg.
Wie Richard Wolffenstein war er am 8. Juni 1879 Gründungsmitglied der Vereinigung Berliner Architekten, einer Abspaltung der Privatarchitekten aus dem Architektenverein zu Berlin. Ab 1883 lehrte er zusätzlich an der Technischen Hochschule Charlottenburg. 1907 wurde er zum Baurat und zum 1912 Geheimen Baurat ernannt.  In der Zeit von 1898 bis zu seinem Tod 1919 war Wilhelm Cremer Stadtverordneter in Berlin.

## Werke
Nur wenige eigene Werke Wilhelm Cremers sind bekannt. Die gemeinsamen Werke mit Richard Wolffenstein finden sich unter Cremer & Wolffenstein.
- 1881: Wettbewerbsentwurf für eine evangelische Kirche in Neuwied (nicht ausgeführt)
- 1882: Villa Meissner in Leipzig (mit Bauplastik von Otto Lessing)